# 雒容镇
雒容镇，是中华人民共和国广西壮族自治区柳州市鱼峰区下辖的一个乡镇级行政单位。
2020年中国南方水灾期间，雒容镇雒容市场一片汪洋，淹至店面一半。

## 行政区划
雒容镇下辖以下地区：
雒容社区、坭桥村、果园村、高岩村、盘古村、连丰村、竹桐村、龙岭村、东塘村、大正村、竹车村、南庆村、半塘村和六座村。
镇辖13个村委会，1个居委会，总人口6.8万人，其中城区人口1.8万人。